# (22321) 1991 RP
1991 أر بي (ويعرف أيضًا باسم (22321) 1991 أر بي وفق تسمية الكوكب الصغير) (بالإنجليزية: 1991 RP)‏ هو كويكب ضمن حزام الكويكبات؛ وترتيبه 22321 من حيث الاكتشاف.
اكتُشف هذا الجُرم الفلكي بواسطة اليانور إف. هيلين في 4 سبتمبر 1991.

## وصلات خارجية
- (22321) 1991 RP في قاعدة بيانات مختبر الدفع النفاث لأجرام النظام الشمسي الصغيرة

- الاكتشاف · مخطط المدار ·  العناصر المدارية · المعلمات المادية

- (22321) 1991 RP على موقع ويكي سكاي: DSS2, SDSS, GALEX, IRAS, Hydrogen α, X-Ray, Astrophoto, Sky Map, Articles and images